# Леккер
ООО «Леккер» — российская фармацевтическая компания, производитель изделий медицинского назначения, содержащих антисептики, а также косметических средств, упаковки из полимерных материалов и метательных машин для стендовой стрельбы. По оценкам «Коммерсантъ» компания контролирует 33 % сегмента нелекарственных антисептиков в России, занимая второе место по объёму продаж на внутреннем рынке. Согласно данным ежемесячного аудита фармацевтического рынка России, проводимого DSM Group, доля компании в сегменте «5% спиртовая настойка йода» колеблется в диапазоне от 4,7 до 10,2 % с 2014 по 2019 годы. Доля в сегменте «бриллиантовый зелёный» за аналогичный период варьируется в пределах от 11,8 до 24,4 %.

## История
Компания была создана в 2000 году врачом и изобретателем Владимиром Денисовым, чтобы начать серийное производство изобретения — устройства для хранения и нанесения антисептических препаратов. Устройство конструктивно аналогично канцелярскому маркеру и заполнено антисептиком. В настоящий момент изобретение Денисова запатентовано в России, Белоруссии, Болгарии и КНР.
Согласно корпоративной легенде, работая врачом в 1990-х, Денисов столкнулся с тем, что традиционные способы нанесения антисептиков неудобны, после чего использовал наполненный антисептиком фломастер. Поняв, что применять антисептики в таком форм-факторе эффективно, он захотел монетизировать идею. Для создания ООО «Леккер» был использован стартовый капитал в $200 000, предоставленный частным инвестором. Изначально компания не имела собственного производства, заказывая у сторонних компаний как сами антисептики, так и упаковку для них, осуществляя только наполнение готовых ёмкостей и сопровождая поставки. За первые 7 лет работы фирма увеличила производство изделий медицинского назначения с 30 000 до 500 000 в год.

## Конфликт с Росздравнадзором
Реагируя на жалобу компании «Медупак», Росздравнадзор в 2006 году запретил российским аптекам продавать продукцию ООО «Леккер». Компания подала иск в отношении Росздравнадзора, требуя отменить незаконное решение, а позже судилась с «Медупак» по поводу недобросовестной конкуренции.
Многолетняя тяжба с Росздравнадзором завершилась удовлетворением требований ООО «Леккер», возвратом их продукции на российский рынок и возмещением со стороны Росздравнадзора упущенной выгоды. Суды с «Медупак» также завершились в пользу ООО «Леккер».